# لياندرو فيرناديز
لياندرو فيرناديز (بالهولندية: Leandro Fernandes)‏ (25 ديسمبر 1999 بنايميخن في هولندا - ) هو لاعب كرة قدم هولندي في مركز الوسط.

## وصلات خارجية
- لياندرو فيرناديز على موقع اتحاد النرويج (النرويجية)
- لياندرو فيرناديز على موقع قاعدة بيانات كرة القدم.إي يو (الإنجليزية)
- لياندرو فيرناديز على موقع Soccerway.com (الإنجليزية)
- لياندرو فيرناديز على موقع عالم كرة القدم.نت (الإنجليزية)